# قائمة مقاطعات كاليفورنيا
هذه قائمة بمحافظات أو مقاطعات ولاية كاليفورنيا الأمريكية:
- مقاطعة إنيو
- مقاطعة ألاميدا
- مقاطعة ألباين
- مقاطعة أمادور
- مقاطعة أورانج
- مقاطعة إل دورادو
- مقاطعة إمبيريال
- مقاطعة بلاسر
- مقاطعة بلوماس
- مقاطعة بوت
- مقاطعة ترينيتي
- مقاطعة تولومن
- مقاطعة تولير
- مقاطعة تيهاما
- مقاطعة ديل نورت
- مقاطعة ريفيرسايد
- مقاطعة ساكرامينتو
- مقاطعة سان بيرناردينو
- مقاطعة سان بينيتو
- مقاطعة سان دييغو
- سان فرانسيسكو
- مقاطعة سان لويس أوبيسبو
- مقاطعة سان ماتيو
- مقاطعة سان هواكوين
- مقاطعة سانتا باربارا
- مقاطعة سانتا كروز
- مقاطعة سانتا كلارا
- مقاطعة ستانيسلوس
- مقاطعة سوتر
- مقاطعة سولانو
- مقاطعة سونوما
- مقاطعة سيسكييو
- مقاطعة سييرا
- مقاطعة شاستا
- مقاطعة غلين
- مقاطعة فريسنو
- مقاطعة فينتورا
- مقاطعة كالافيراس
- مقاطعة كولوسا
- مقاطعة كونترا كوستا
- مقاطعة كيرن
- مقاطعة كينغز
- مقاطعة لاسين
- مقاطعة لوس أنجلوس
- مقاطعة ليك
- مقاطعة ماديرا
- مقاطعة ماريبوسا
- مقاطعة مارين
- مقاطعة مودوك
- مقاطعة مونتيري
- مقاطعة مونو
- مقاطعة ميرسيد
- مقاطعة ميندوسينو
- مقاطعة نابا
- مقاطعة نيفادا
- مقاطعة هومبولت
- مقاطعة يوبا
- مقاطعة يولو